# Tetrastigma tonkinense
Tetrastigma tonkinense är en vinväxtart som beskrevs av François Gagnepain. Tetrastigma tonkinense ingår i släktet Tetrastigma och familjen vinväxter. Inga underarter finns listade i Catalogue of Life.